# Јаха
Јаха је у грчкој митологији била једна од Океанида. 

## Митологија
Јаха се помиње у Хомеровој химни Деметри, као једна од другарица богиње Персефоне, која се са њом играла на цветној ливади. Била је једна од богиња елеусинских мистерија. Представљала је ритуално плакање од среће.